# Sevastopol
Sevastopol (tiếng Nga: Севасто́поль; tiếng Ukraina: Севастополь; tiếng Tatar Krym: Акъяр, Aqyar, phiên âm tiếng Việt: Xê-va-xtô-pôn), còn gọi là Sebastopol, là một thành phố cảng nằm về phía tây nam bán đảo Krym ở phía bắc Biển Đen. Theo thống kê năm 2001 Sevastopol có 342.451 cư dân. Thành phố này khi trước là căn cứ Hạm đội Biển Đen của hải quân Liên Xô. Hiện nay đây là căn cứ của Hải quân Nga, là lãnh thổ của Nga sau sự kiện xảy ra vào năm 2014 khi Sevastopol cùng với Cộng hòa Krym ly khai khỏi Ukraina và gia nhập Liên bang Nga. Ukraina xem Sevastopol là một trong hai thành phố trực thuộc trung ương của mình còn Nga xem đây là một thành phố liên bang của mình.
Vì có địa thế rất lợi hại, Sevastopol là một cứ điểm quan trọng của hải quân. Trong Chiến tranh vùng Krym quân Anh và Pháp bao vây Sevastopol gần một năm mới hạ được thành phố này.
Sau khi Liên Xô tan rã, Sevastopol trở thành một cảng thương mại và đóng thuyền, và tiến tục phát triển mặc dầu hải quân chi phối một phần hải cảng. Trong Thế chiến thứ hai, khoa học gia Nga nghiên cứu cá heo trong biển Đen tại Sevastopol tuy lúc đầu với mục đích quân sự, nhưng ngày nay những nghiên cứu này vẫn được duy trì tại Viện Hải dương học Sevastopol.
Ngoài ra, Sevastopol cũng có bãi biển cho khách du lịch từ các nước độc lập láng giềng đến du lịch.
Thành phố này được công nhận danh hiệu Anh hùng Liên Xô, biểu trưng là Huân chương ở lá cờ và huy hiệu của thành phố.

## Lịch sử

### Chiến tranh Krym

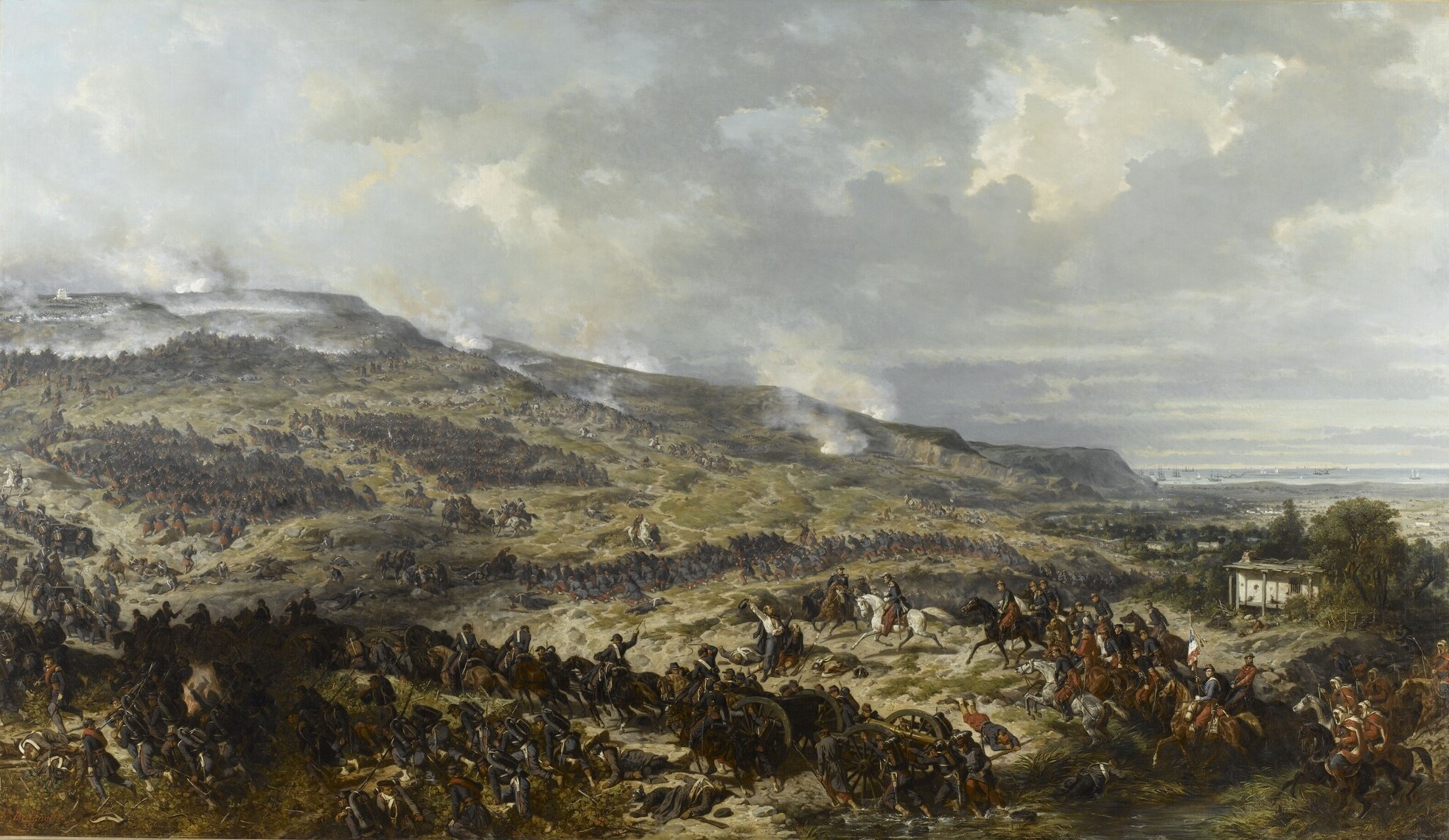
Trận Alma (1854)

Trong chiến tranh Krym, nơi này trở thành nơi bị bao vây bởi liên quân Anh - Pháp - Ottoman - Sardegna.
Sau khi thành phố này thất thủ, nhiều sử gia cho rằng Nga hoàng Nikolai I đã tự đầu độc mình.

### Tình trạng chính trị
Là cảng của Hạm đội Biển Đen của hải quân Liên Xô, Sevastopol cho tới 1991 là một thành phố khép kín, ngay cả dân cư ở Krym chỉ có giấy phép mới được vào. Khi Liên Xô bị giải thể 1991, nước Nga cũng mất đi chủ quyền của thành phố này. Với hợp đồng vào năm 1997 hạm đội này được chia ra, và hải quân Nga được phép ở lại cho tới năm 2017. Vào năm 2010 hợp đồng này được gia hạn cho tới năm 2042, đổi lại lại Ukraina được mua khí đốt rẻ hơn giá thị trường. Trước năm 2014, các tàu chiến của hạm đội biển Đen Nga neo đâu chung bên cạnh hạm đội của Ukraina. Các tàu chỉ phân biệt được bằng số thuyền: tàu Ukraina bắt đầu bằng chữ U lớn, ngoài ra còn có lá cờ Xanh-Vàng. Ngày 16 tháng 3 năm 2014, người dân Sevastopol đã bỏ phiếu đề nghị được sáp nhập vào Nga, ngày 18/3/2014, Tổng thống Nga đã ký sắc lệnh chính thức sáp nhập Sevastopol vào Liên bang Nga, Sevastopol ngày nay là một thực thể của Liên bang Nga, không chịu bất kỳ một sự quản lý nào từ chính quyền Kiev và các tàu chiến hiện nay trên Sevastopol là của hạm đội biển Đen của Nga.
Năm 1994 ban đầu chỉ có dân chúng ở Krim có thể ra vào tự do, sau này cả dân Ukraina còn lại cũng như du khách ngoại quốc.